# Biblioteca Palatina (Parma)
La Biblioteca Palatina di Parma è una biblioteca pubblica situata all'interno del Palazzo della Pilotta. Il nome trae origine dal tempio di Apollo Palatino di Roma.
Vi si accede salendo lo Scalone Imperiale, una maestosa doppia scalinata che porta anche alla Galleria nazionale, al Teatro Farnese e al Museo archeologico nazionale. In origine si chiamava Reale Biblioteca Parmense, nel periodo napoleonico assunse i nomi di Bibliothèque Imperiale e Bibliothèque de la Ville de Parme, durante il governo di Maria Luigia si chiamò Biblioteca Ducale e dopo l'unità d'Italia Biblioteca Nazionale.

## Storia

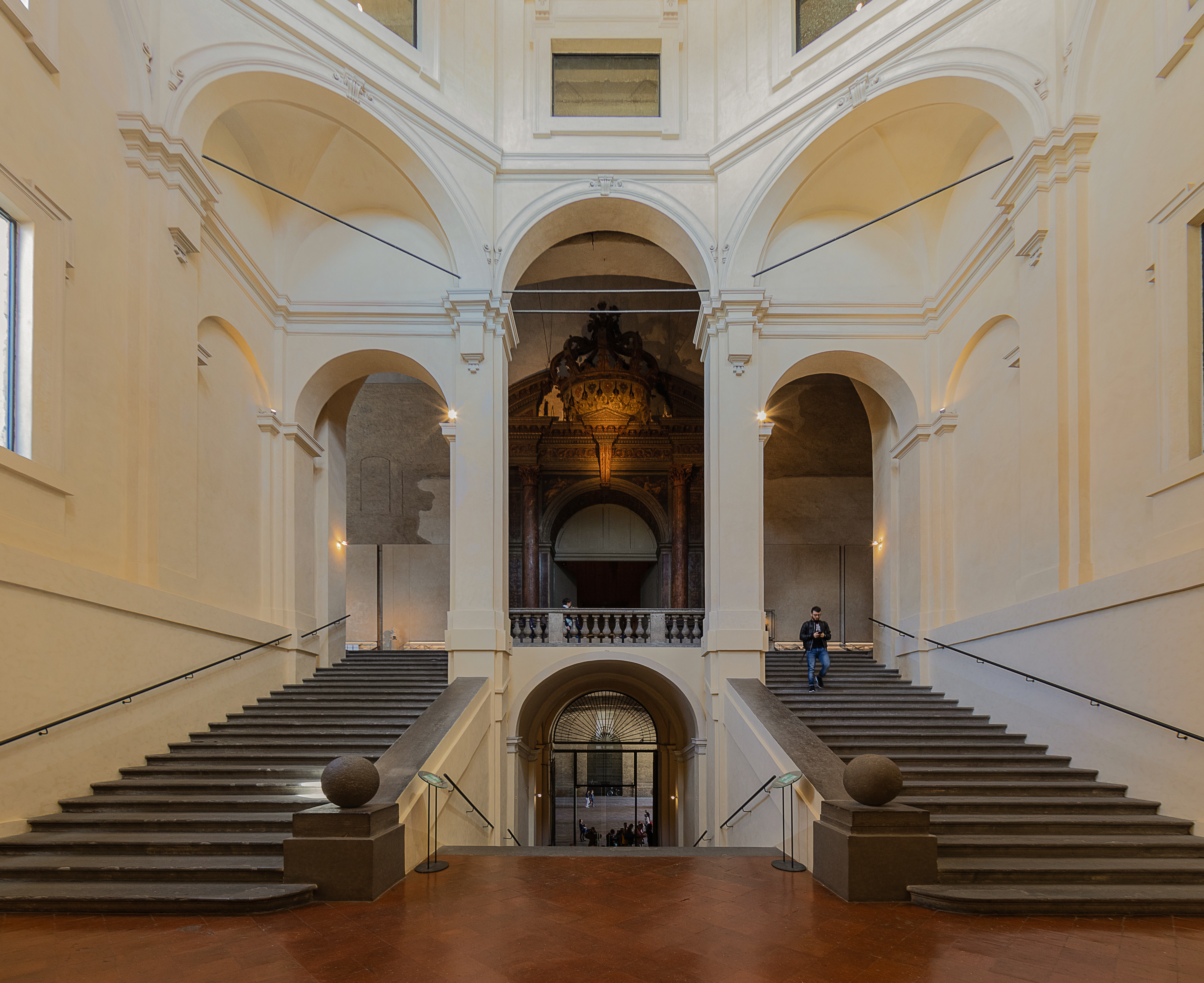
Lo Scalone Imperiale che porta alla biblioteca Palatina.

Fu fondata nel 1761 dai duchi Filippo e Ferdinando di Borbone e fu inaugurata ufficialmente nel maggio del 1769, alla presenza dell'imperatore d'Austria Giuseppe II. Il palazzo della Pilotta aveva già ospitato la Biblioteca Farnesiana, spostata a Napoli da Carlo III nel 1734. I locali furono adattati dall'architetto francese Ennemond Alexandre Petitot. L'opera di organizzazione fu affidata a Paolo Maria Paciaudi che, primo in Italia, utilizzò il sistema di catalogazione per autori a schede mobili.
Sotto il governo di Maria Luigia la biblioteca crebbe: la duchessa, tramite il bibliotecario Angelo Pezzana, acquistò e poi donò alla biblioteca la collezione di Gian Bernardo De Rossi, costituita in gran parte da preziosissimi antichi volumi ebraici, e fece realizzare nel 1834 da Nicola Bettoli una nuova ala nella parte sud del palazzo, il Salone Maria Luigia, ora adibito a sala di lettura.
Dall'Unità d'Italia è una biblioteca pubblica statale. Nel 1889 fu istituita una sezione musicale.

## La biblioteca oggi
Dall'originario patrimonio di 40.000 volumi, oggi la Palatina conserva 708.000 fra volumi, opuscoli, fogli singoli, periodici cessati, 250 periodici correnti, 6.620 manoscritti, 75.000 carteggi, 3.042 incunaboli, 52.470 stampe e disegni e una vastissima raccolta di manoscritti ebraici, forse la più grande del mondo conservata in una biblioteca pubblica. Tale collezione vanta 1600 manoscritti datati tra Medioevo e l'800 e appartenuti in gran parte al prete e biblista Giovanni Bernardo De Rossi.
È attiva dal 1889 una sezione musicale presso il Conservatorio Arrigo Boito, con oltre 160.000 unità e importanti fondi storici. Tra i carteggi importantissimo quello relativo alla corrispondenza tra Giuseppe Verdi e Giulio Ricordi.
Nel 2008 è stata costituita la "Associazione amici della Palatina", il cui scopo è di promuovere iniziative connesse alla valorizzazione, conoscenza e funzionamento della Biblioteca Palatina e del Museo Bodoniano di Parma. L'associazione organizza vari eventi culturali di tipo letterario, storico e musicale.
Tra i manoscritti più importanti del fondo, vi sono: la Bibbia Atlantica (ms. Pal. 386), il tetravangelo greco dell'XI secolo (ms. Pal. 5), il Breviario di Barbara di Brandeburgo (ms. Pal. 6), libri d'ore francesi e fiamminghi, e il fondo Beccadelli. La Bibbia ebraica miniata, esposta al pubblico in occasione della Giornata Europea della Cultura Ebraica del 2019, è la più antica versione della Sacra scrittura nota in Italia.

## Saloni della Palatina

La sala di lettura Maria Luigia.

- Sala di lettura Maria Luigia, vi si trova un busto marmoreo di Maria Luigia, opera di Antonio Canova
- Galleria Petitot
- Galleria dell'Incoronata
- Sala Dante
- Biblioteca Derossiana

## Bibliotecari della Palatina
- Paolo Maria Paciaudi  (1761-1774)
- Andrea Mazza  (1774-1778)
- Paolo Maria Paciaudi  (1778-1785)
- Ireneo Affò  (1785-1797)
- Matteo Luigi Canonici  (1798-1805)
- Angelo Pezzana  (1805-1862)
- Federico Odorici  (1862-1876)
- Pietro Perreau  (1876-1888)
- Luigi Rossi  (1888-1893)
- Edoardo Alvisi  (1893-1915)
- Carlo Frati (1915-1918)
- Girolamo Dell'Acqua (1918-1922)
- Antonio Maria Boselli (1922-1927)
- Pietro Zorzanello  (1927-1935)
- Giovanni Masi  (1935-1952)
- Maria Teresa Danieli Polidori (1952-1957)
- Angelo Ciavarella  (1957-1973)
- Diego Maltese  (luglio-novembre 1973)
- Serenella Baldelli Cherubini  (1973-1978)
- Carla Guiducci Bonanni  (1979-1980)
- Giovanni Pettenati  (1980-1989)
- Marcello Pavarani  (luglio 1989-aprile 1990)
- Ines Giuffrida  (aprile 1990 -15 marzo 1991)
- Leonardo Farinelli  (16 marzo 1991-31 dicembre 2007)
- Andrea De Pasquale  (dal 1º gennaio 2008)
- Sabina Magrini (2012-2015)